# 1995 en architecture
| Années de l'architecture : 1992 - 1993 - 1994 - 1995 - 1996 - 1997 - 1998    |
| Décennies de l'architecture : 1960 - 1970 - 1980 - 1990 - 2000 - 2010 - 2020 |

Cet article présente les faits marquants de l'année 1995 en architecture.

## Réalisations
- 20 janvier : inauguration du pont de Normandie entre le Havre et Honfleur, alors le plus grand pont à haubans du monde[1].

- Achèvement de la cathédrale de la Résurrection d'Évry de Mario Botta.
- Ouverture de la cité de la musique dessinée par Christian de Portzamparc à Paris.
- Ouverture du San Francisco Museum of Modern Art dessiné par Mario Botta.
- Steven Holl entame la construction de la chapelle Saint-Ignatius dans l'université de Seattle.
- Aménagement du jardin Atlantique sur dalle au-dessus des voies de la gare de Paris-Montparnasse à Paris par les paysagistes François Brun et Michel Péna.

## Récompenses
- Prix Pritzker : Tadao Ando.
- Prix de l'Équerre d'argent : Christian de Portzamparc pour la cité de la musique à Paris.

## Naissances
- x

## Décès
- x